# Valeriano Salvatierra
Pour les articles homonymes, voir Salvatierra.
Valeriano Salvatierra Barriales, né le 14 avril 1789 à Tolède et mort le 24 mai 1836 à Madrid, est un sculpteur espagnol.

## Biographie
Valeriano Salvatierra Barriales naît le 14 avril 1789 à Tolède.
Fils de Mariano, il commence ses études à l'Académie royale des Beaux-Arts Saint-Ferdinand à Madrid en 1807. Il s'installe ensuite à Rome, où il étudie auprès d'Antonio Canova et de Bertel Thorvaldsen et remporte plusieurs prix à l'Accademia di S Luca.
L'œuvre de Valeriano Salvatierra est variée. Elle comprend des œuvres religieuses, des portraits, des œuvres pour la décoration de monuments et un groupe de pièces funéraires.
Valeriano Salvatierra meurt le 24 mai 1836 à Madrid.